# For LP Fans Only
For LP Fans Only è la seconda compilation e il settimo album discografico di Elvis Presley, pubblicato negli Stati Uniti dalla RCA Victor Records nel 1959.  L'album raggiunse la 19ª posizione nella classifica Billboard Top Pop Albums.

## Descrizione
Il disco è una compilation di materiale registrato tra il 1954 e il 1956. Quando Elvis partì per il servizio di leva il 24 marzo 1958, la RCA e il manager di Presley, il Colonnello Tom Parker, si trovarono con la prospettiva di dover tenere alto il profilo commerciale dell'artista nonostante la forzata assenza dalle scene di due anni, senza la possibilità di concerti o nuovi film. Quindi, dato che svariate incisioni di Presley non erano ancora disponibili su LP, la RCA riunì nove brani in precedenza disponibili solo su singolo più Poor Boy dall'EP Love Me Tender. Quattro delle tracce risalivano ai tempi della Sun Records, ed erano di difficile reperibilità fuori dal sud degli Stati Uniti. For LP Fans Only è stato ristampato in formato CD nel 1988. La versione vinile ha subito varie modifiche dal punto di vista della copertina nel corso degli anni il cui primo restyling avvenne già nel 1965 con la stampa della prima versione stereofonica, che di stereo però aveva ben poco in quanto le suddette tracce erano state registrate ecclusivamente in mono.... per cui più che una versione stereofonica si potrebbe definire una versione ECO, in quanto tale era l'effetto che si avvertiva attraverso l'ascolto.

## Tracce

### Lato 1
1. That's All Right (Arthur Crudup) - 1:55
2. Lawdy Miss Clawdy (Lloyd Price) - 2:08
3. Mystery Train (Herman Parker Jr. e Sam Phillips) - 2:24
4. Playing for Keeps (Stan Kesler) - 2:50
5. Poor Boy (Vera Matson ed Elvis Presley) - 2:13

### Lato 2
1. My Baby Left Me (Arthur Crudup) - 2:12
2. I Was the One (Aaron Schroeder, Claude DeMetrius, Hal Blair, Bill Peppers) - 2:34
3. Shake, Rattle and Roll (Charles Calhoun) - 2:37
4. I'm Left, You're Right, She's Gone (Stan Kesler e William Taylor) - 2:36
5. You're a Heartbreaker (Jack Sallee) - 2:12

## Formazione
- Elvis Presley – voce, chitarra
- Scotty Moore – chitarra
- Chet Atkins - chitarra
- Floyd Cramer - pianoforte
- Shorty Long - pianoforte
- Gordon Stoker - pianoforte, cori
- Bill Black – basso
- D. J. Fontana - batteria
- Jimmie Lott – batteria
- Johnny Bernero – batteria
- The Jordanaires - cori
- Ben Speer - cori
- Brock Speer - cori